# Rhytine de Steller
Hydrodamalis gigas, Hydrodamalis
Genre
Espèce
Statut de conservation UICN

EX : Éteint
La Rhytine de Steller (Hydrodamalis gigas), aussi connue sous le nom de vache de mer, était un grand mammifère marin, appartenant à la famille des dugongidés, qui vivait dans les eaux arctiques des îles du Commandeur, dans la mer de Béring. La découverte de nombreux fossiles indique qu’avant le peuplement des rives du Pacifique par l’Homme, on trouvait des rhytines sur tout le pourtour du Pacifique nord, du Japon au Mexique en passant par la mer d'Okhotsk, le Kamtchatka, les Aléoutiennes et les côtes aujourd’hui canadiennes et américaines. Ce mammifère disparaît en 1768, vingt-sept ans après que le naturaliste Steller en eut fait la découverte en 1741 : c'est l'un des plus courts intervalles entre découverte et disparition dans l'histoire des mammifères (dans celle des oiseaux, c'est le Xénique de Stephens découvert et disparu la même année, 1894).

## Histoire

### Découverte
La rhytine a été découverte en 1741 par le chirurgien et naturaliste Georg Wilhelm Steller, qui faisait partie de l’expédition de l’explorateur danois Vitus Béring, chargé par l’Empire russe de déterminer si l’Alaska et la Sibérie étaient ou non reliées. C’est lors de ce voyage que Béring découvrit le détroit qui porte son nom. Lors du retour, le navire aborda aux îles aujourd'hui nommées Béring et Medny : Steller en profita pour observer sa faune et sa flore, et découvrit cet animal ressemblant fortement aux autres siréniens, mais de bien plus grande taille.

### Disparition
Au retour de l’expédition Béring en Europe, la nouvelle de l’existence d’un animal facile à chasser et dont on pouvait tirer des ressources considérables, se propagea rapidement. La rhytine, qui produisait un lait réputé délicieux, et dont on pouvait tirer de la graisse, de l’huile et de la viande d’excellente qualité fut chassée sans merci par les marins, les chasseurs et les marchands de fourrure. Sa graisse était utilisée comme nourriture, mais aussi pour faire une huile d'éclairage de longue conservation, qui ne dégageait ni odeur ni fumée.
À l’époque de la découverte de l’espèce par les Européens, son aire de répartition géographique était déjà réduite aux îles Béring et Medny. Son caractère très placide, son absence de méfiance, et la très longue durée de sa gestation furent fatals à la rhytine. La totalité de sa population, soit environ 2 000 individus, fut exterminée en 27 ans.
Par la suite, des témoignages de personnes prétendant avoir vu des rhytines ont parfois été enregistrés, mais aucun n’a pu être scientifiquement vérifié et l’espèce est donc considérée comme éteinte. Si la rhytine s’est éteinte plus tardivement qu’on ne le pense, ou s’il subsiste quelques populations dans des zones inconnues et extrêmement reculées, des preuves n’ont jamais été trouvées.

## Morphologie

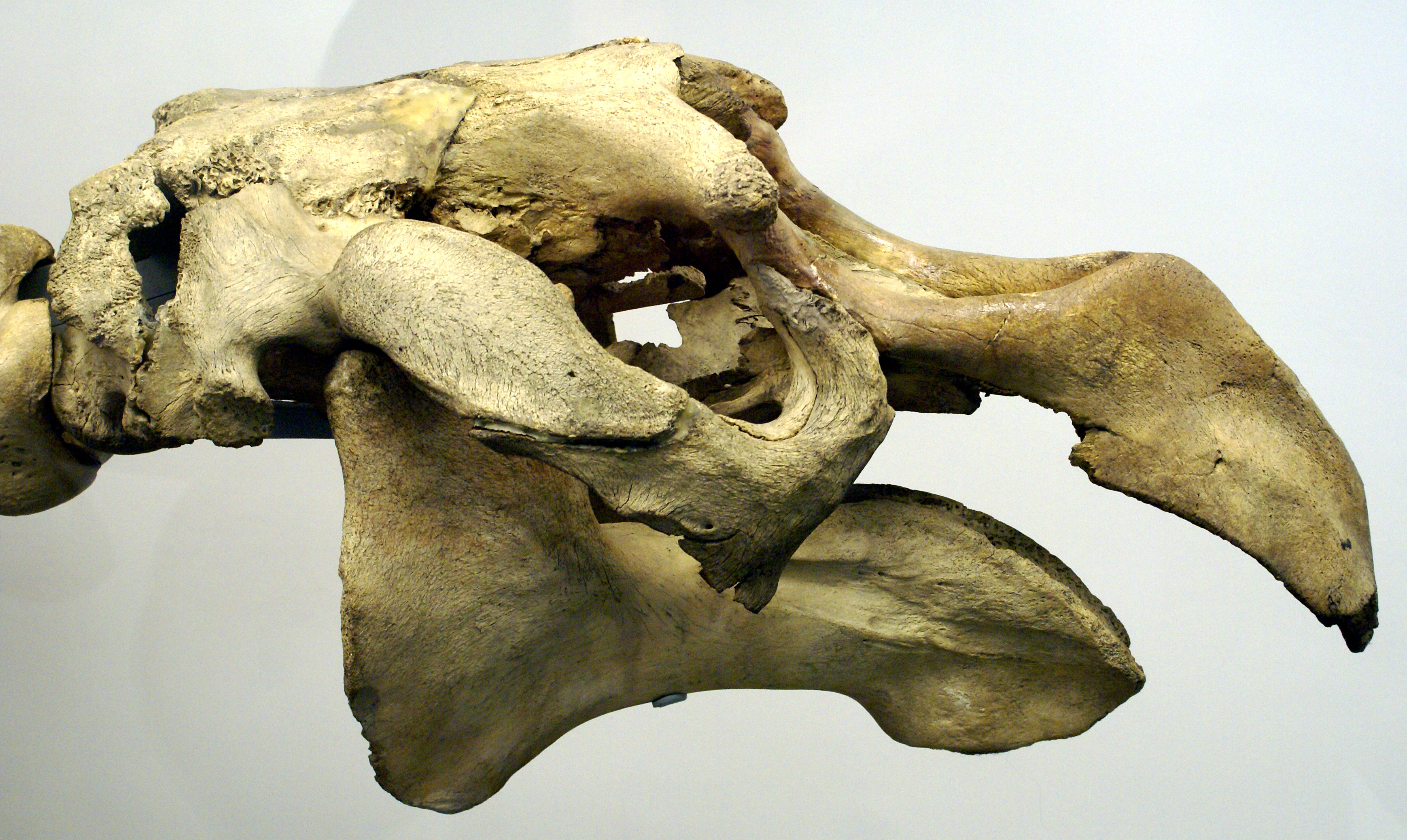
Crâne de rhytine.

La rhytine pouvait atteindre 8 mètres de long et peser près de 11 tonnes : elle était donc bien plus grande que ses cousins le lamantin et le dugong. Elle ressemblait un peu à un phoque géant, mais sa nageoire caudale bilobée était assez proche de celle des cétacés. À l’avant du corps, deux membres de petite taille lui servaient à s’équilibrer. Selon Steller, son découvreur, sa peau était très épaisse, d’un noir basané, avec quelquefois de grandes taches plus claires, et était dotée de nombreux replis cutanés, auxquels la rhytine doit son nom (rhytine provient en effet du mot grec ancien ῥύτις - rhutís signifiant ride, pli).

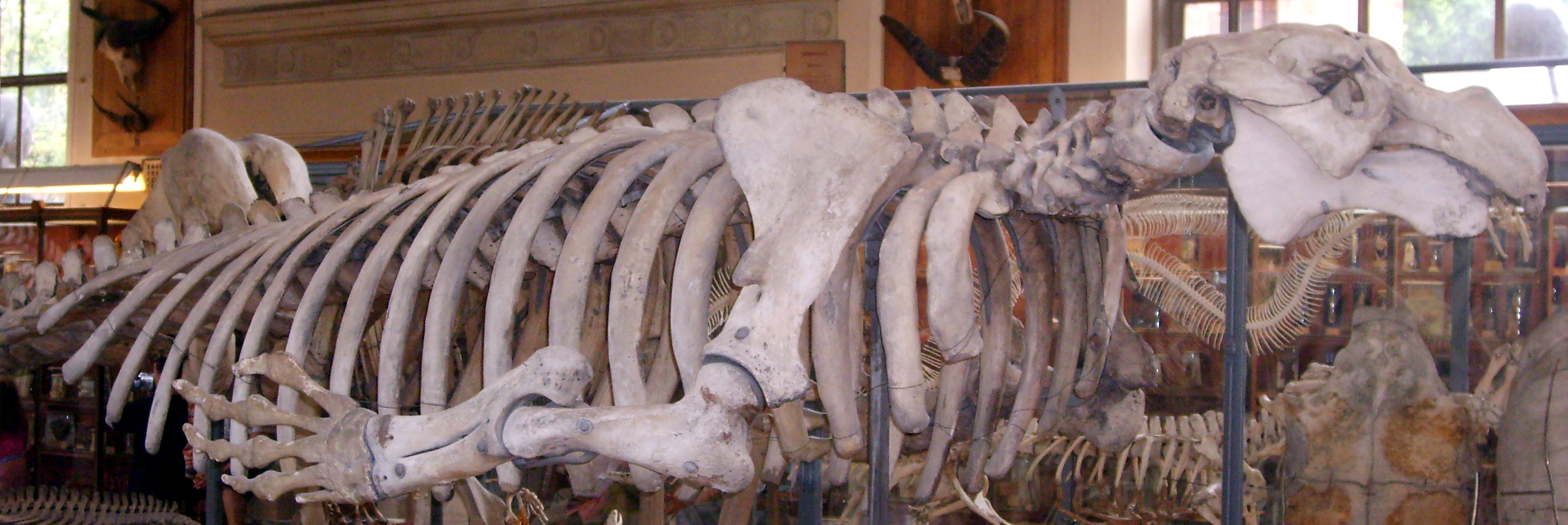
Squelette complet d'un dugong (à ne pas confondre avec la rhytine de Steller) au Muséum d'histoire naturelle de Paris.
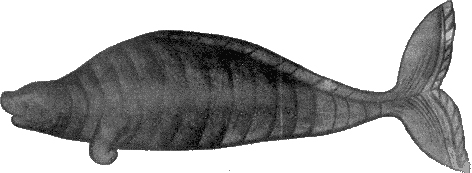
Gravure du XVIIIe siècle.

## Vie sociale
Comme les autres siréniens, la rhytine vivait en solitaire ou en petits groupes familiaux.

## Régime alimentaire
Cet animal était exclusivement herbivore, et se nourrissait de diverses algues poussant à faible profondeur. Elle n’avait pas de dents, mais deux grosses plaques masticatrices en kératine qui lui servaient à broyer les algues dont elle se nourrissait, et peut-être occasionnellement des crustacés ou des mollusques accrochés à celles-ci.